# Amokfahrt in Trier

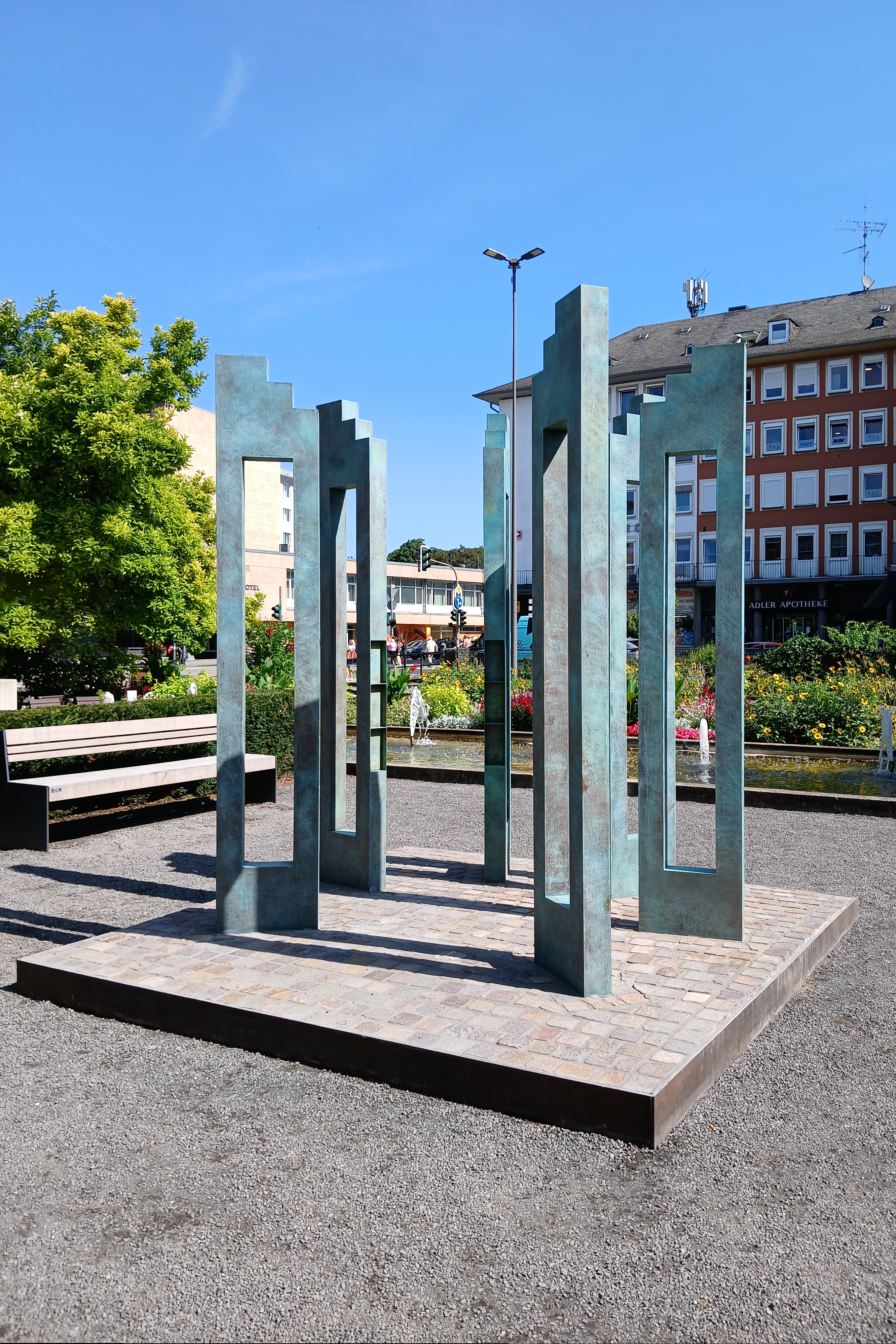
Gedenkstätte für die Opfer der Amokfahrt in Trier, errichtet im Juli 2024 nach einem Entwurf von Clas Steinmann

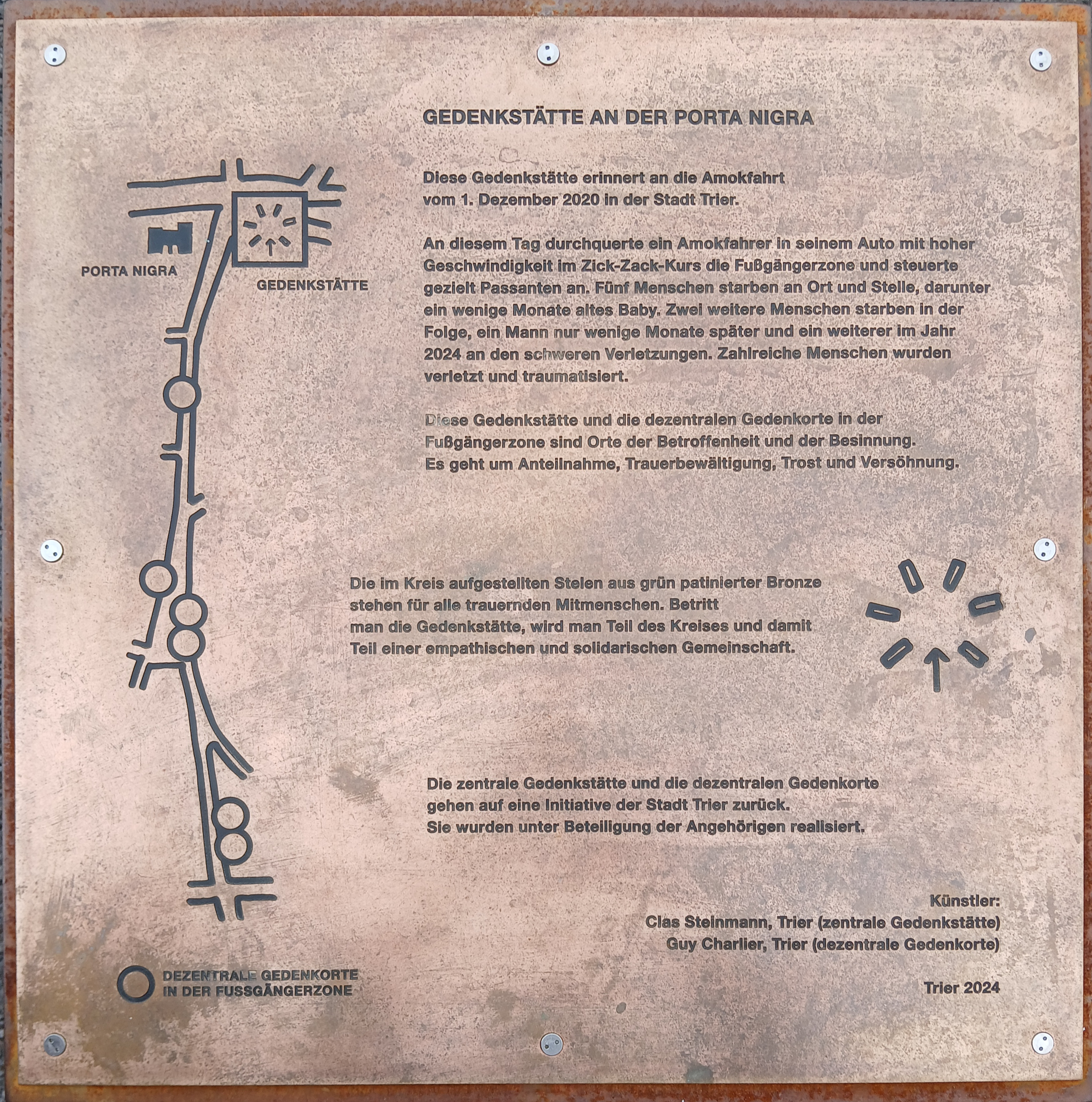
Die Tafel an der Gedenkstätte zur Amokfahrt in Trier

Bei einer Amokfahrt in Trier lenkte ein Mann am 1. Dezember 2020 einen Geländewagen vorsätzlich durch die belebte Fußgängerzone von Trier. Sieben Menschen wurden durch die Amokfahrt getötet; 22 wurden zum Teil schwer verletzt.
Der Täter war betrunken und litt an einer paranoiden Schizophrenie.

## Tathergang und Ermittlungen
Am Dienstag, dem 1. Dezember 2020, fuhr ein Mann gegen 13:46 Uhr mit einem Land Rover Freelander 2 in Zickzacklinien durch die Fußgängerzone in der Innenstadt von Trier und überfuhr dabei absichtlich mehrere Menschen. Insgesamt legte er dabei die Strecke von der Konstantinbasilika (frühester bekannter Punkt der Strecke) über die Konstantin-, Brot- und Grabenstraße, den Hauptmarkt sowie die Simeonstraße und schließlich ca. 100 m durch die Christophstraße zurück, wo er von der Polizei festgenommen wurde. Es handelt sich dabei insgesamt um eine Strecke von etwa einem Kilometer, davon rund 650 m Fußgängerzone.
Da aufgrund der Corona-Pandemie im Jahr 2020 in der Trierer Innenstadt kein Weihnachtsmarkt stattfand, war diese – anders als im Vorjahr – nicht mit Betonsperren gegen Angriffe gesichert worden.
Vier Minuten nach dem ersten Notruf wurde der Fahrer von der Polizei festgenommen. Er hatte den Wagen abgestellt und rauchte eine Zigarette. In dem Wagen wurde scharfe Munition, jedoch keine passende Waffe gefunden.
Durch die Tat wurden insgesamt sieben Menschen getötet. Zunächst gab es fünf Todesopfer:  ein neuneinhalb Wochen altes Baby, dessen 45-jähriger Vater sowie drei Frauen im Alter von 25, 52 und 73 Jahren. 24 weitere Menschen wurden zum Teil schwer verletzt. Am 23. Oktober 2021, fast elf Monate nach der Amokfahrt, erlag ein sechstes Opfer im Krankenhaus seinen schweren Verletzungen. Ende Februar 2024 forderte der Vorfall ein siebtes Todesopfer: Ein Mann erlag seinen Verletzungen.

## Täter
Der Beschuldigte ist ein zum Tatzeitpunkt 51-jähriger Mann deutscher Staatsangehörigkeit aus Trier. Sein Blut wies zum Tatzeitpunkt eine Blutalkoholkonzentration von 1,12 Promille auf. Sein Motiv ist unklar; er war bis zur Tat nicht polizeilich in Erscheinung getreten. Der Beschuldigte hatte das Tatfahrzeug geliehen und die Tage vor der Tat im Auto verbracht. Nach dem Gutachten eines psychiatrischen Sachverständigen leidet der Mann an einer paranoiden Schizophrenie mit bizarren Wahnvorstellungen.

## Reaktionen und Gedenken
Das Amt für Brand-, Zivilschutz und Rettungsdienst der Stadt Trier veröffentlichte über das Warnsystem MoWaS des Bundes zeitweise eine amtliche Gefahrenmitteilung für eine „Sonderlage“ in Trier, die unter anderem über Warnapps verbreitet wurde. Für die folgenden zwei Tage wurde in Trier und dem angrenzenden Landkreis Trier-Saarburg Trauerbeflaggung angeordnet, an der sich einige andere Kommunen in Rheinland-Pfalz beteiligten, und ein zentraler Trauerort eingerichtet.
Noch am Abend der Tat fand ein Gedenkgebet im Trierer Dom statt. Am folgenden Tag schloss sich eine Gedenkfeier an der Porta Nigra an, in der Hunderte Menschen der Opfer gedachten.
Am 3. Dezember 2020 fand in Rheinland-Pfalz um 13:46 Uhr eine landesweite Schweigeminute statt.
Im Sommer 2024 wurde in der Trierer Christophstraße, dem Endpunkt der Amokfahrt nahe der Porta Nigra, eine zentrale Gedenkstätte für die Opfer errichtet. Das Werk des Trierer Künstlers Clas Steinmann hat die Form von sechs jeweils 2,80 Meter hohen schlanken Gedenkstelen aus Bronze. Mit ihrer Einweihung zum vierten Jahrestag des Verbrechens soll diese Stätte eine bestehende Gedenktafel auf dem Vorplatz der Porta Nigra ersetzen. Der Text einer vorläufigen Gedenktafel an der Gedenkstätte lautete:
„Hier entsteht in Abstimmung mit den Hinterbliebenen die Gedenkstätte für die Opfer der schrecklichen Amokfahrt des 1. Dezember 2020 in Trier. Das Kunstwerk wurde im Auftrag der Stadt Trier von Clas Steinmann geschaffen. Bei einer Gedenkveranstaltung am 1. Dezember 2024 wird an dieser Stelle eine Plakette angebracht, auf der die Ereignisse und die Gedenkstätte näher erläutert werden.“
Zum vierten Jahrestag der Amokfahrt wurde am 1. Dezember 2024 die zentrale Gedenkstätte für die Opfer eröffnet. Etwa 100 Menschen, darunter auch Hinterbliebene der Todesopfer, nahmen an der Veranstaltung teil. Die Gedenkfeier begann mit dem Läuten der Domglocken um 13:46 Uhr - genau zu der Zeit, als die Amokfahrt durch die Innenstadt ihren Anfang nahm. Im Rahmen der Veranstaltung wurde eine Gedenkplakette enthüllt, die Informationen über die Amokfahrt von Trier bereitstellt.
Neben dieser Gedenkstätte wird den Opfern der Trierer Amokfahrt auch über Plaketten mit den Namen der Todesopfer gedacht, die im November 2023 im Pflaster der Fußgängerzone verlegt wurden.

## Prozess
Die Hauptverhandlung der Schwurgerichtskammer – Landgericht Trier 1 Ks 8032 Js 35057/20 – begann am 19. August 2021 und endete am 16. August 2022 mit einer Verurteilung zu lebenslanger Gesamtfreiheitsstrafe wegen Mordes in vier Fällen jeweils in Tateinheit mit vorsätzlichem gefährlichen Eingriff in den Straßenverkehr „in der Absicht, einen Unglücksfall herbeizuführen“ – teilweise in Tateinheit mit Mord bzw. versuchtem Mord, im letzteren Fall teilweise in Tateinheit mit Körperverletzung bzw. gefährlicher Körperverletzung – sowie wegen versuchten Mordes in vierzehn Fällen jeweils in Tateinheit mit vorsätzlichem gefährlichen Eingriff in den Straßenverkehr „in der Absicht, einen Unglücksfall herbeizuführen“, teilweise in Tateinheit mit versuchtem Mord und mit schwerer, gefährlicher oder einfacher Körperverletzung. Außerdem wurde die besondere Schwere der Schuld (§ 57a Abs. 1 Satz 1 Nr. 2 StGB) festgestellt, die Unterbringung des Angeklagten in einem psychiatrischen Krankenhaus angeordnet, das zur Tatbegehung verwendete Kraftfahrzeug eingezogen und dem Angeklagten die Fahrerlaubnis entzogen, sein Führerschein eingezogen und hinsichtlich der Wiedererteilung der Fahrerlaubnis eine Sperre auf Lebenszeit verhängt.
Auf die Revision des Angeklagten und den Antrag des Generalbundesanwalts hob der 4. Strafsenat des Bundesgerichtshofes das Urteil mit Ausnahme der Feststellungen zum äußeren Tatgeschehen auf. Das Schwurgericht habe seine Annahme, der Angeklagte habe im Zustand erheblich verminderter Schuldfähigkeit gehandelt, nicht rechtsfehlerfrei begründet, weshalb auch die Rechtsfolgenentscheidungen aufzuheben seien. Im Umfang der Aufhebung wurde die Sache zu neuer Verhandlung und Entscheidung an eine andere Strafkammer des Landgerichts zurückverwiesen.
Die neue Hauptverhandlung beim Landgericht Trier 5 Ks 8032 Js 35057/20 begann Ende Februar 2024. Nach ergänzender Beweisaufnahme u. a. zu einer verminderten Schuldfähigkeit während der Tatbegehung und mit Rücksicht darauf, dass inzwischen ein weiteres Opfer der Amokfahrt seinen Verletzungen erlegen war, verhängte die Schwurgerichtskammer mit Urteil vom 6. Mai 2024 nunmehr wegen Mordes in sechs tateinheitlichen Fällen in Tateinheit mit versuchtem Mord in zwölf tateinheitlichen Fällen in weiterer Tateinheit mit versuchtem Totschlag in sechs tateinheitlichen Fällen dieselben Rechtsfolgen wie das Urteil vom 16. August 2022. Hiergegen legte der Angeklagte erneut Revision ein.
Mit Beschluss vom 28. Januar 2025 (4 StR 405/24) verwarf der Bundesgerichtshof die erneute Revision als unbegründet. Das Urteil vom 6. Mai 2024 ist damit rechtskräftig.